# Eustrotia amydrozona
Eustrotia amydrozona là một loài bướm đêm trong họ Noctuidae.